# Scheepslift Henrichenburg

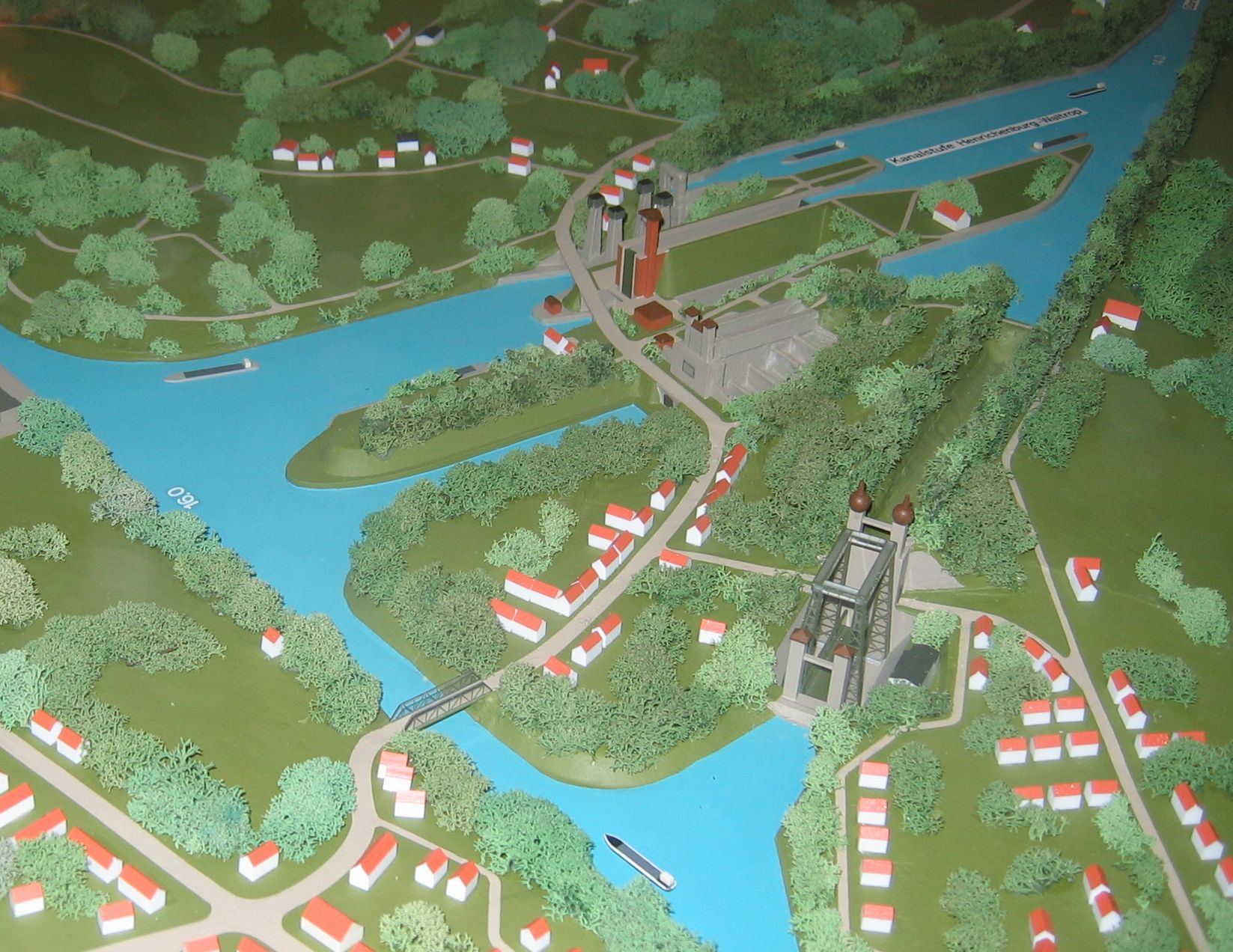
Model van het Waltrop Schleusenpark, de oude scheepslift ligt in de rechterbenedenhoek.

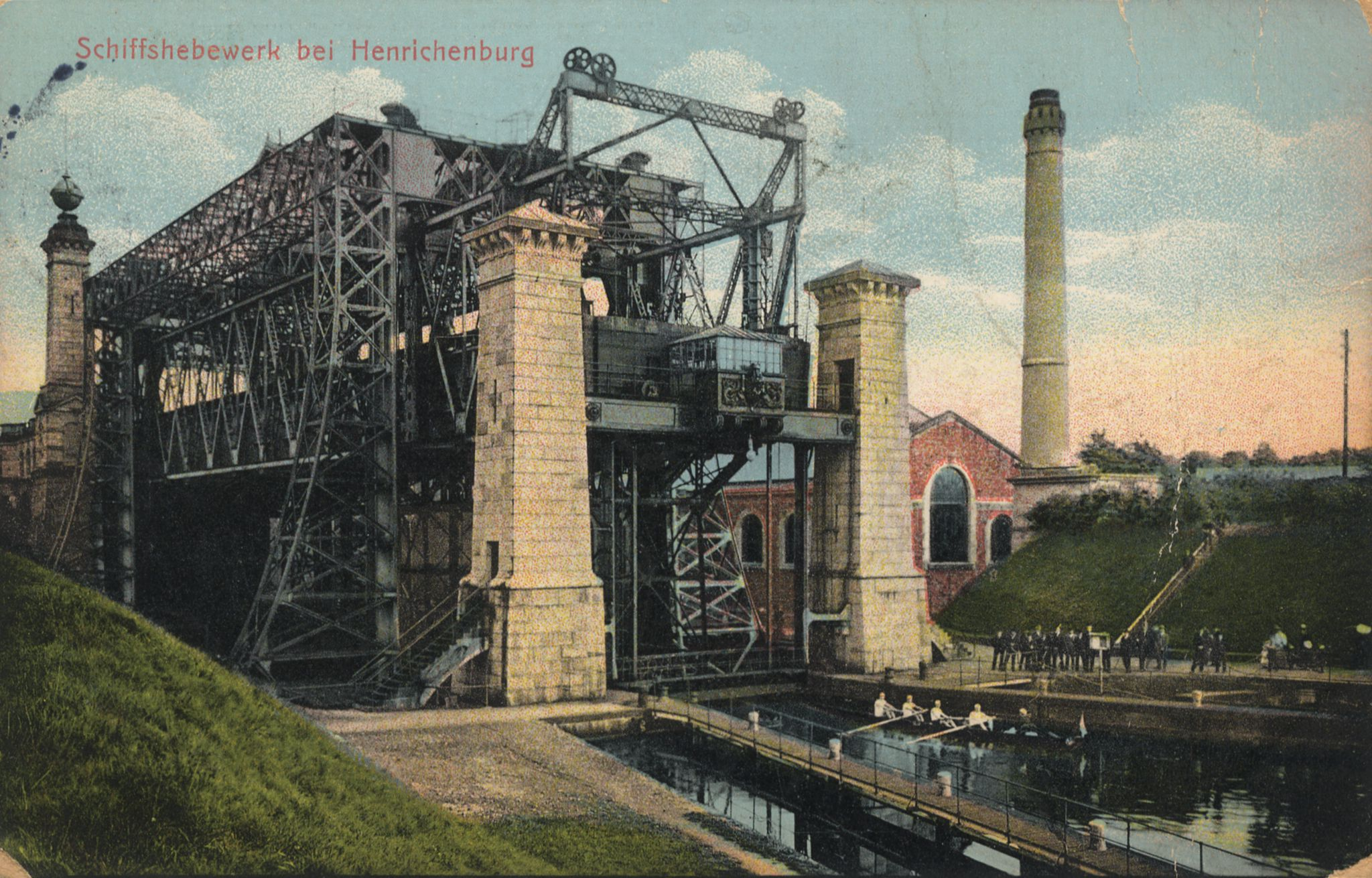
De lift in 1912, met rechts de machinekamer en de schoorsteen van de stookketels.

De Scheepslift Henrichenburg ligt in het Dortmund-Eemskanaal in Waltrop. Het maakt onderdeel uit van het Waltrop Schleusenpark. Op het terrein van het park liggen de oude Henrichenburg scheepslift gebouwd in 1899, een in onbruik geraakte schutsluis uit 1912, een nieuwe scheepslift uit 1962 en een moderne schutsluis uit 1989.

## De scheepslift uit 1899

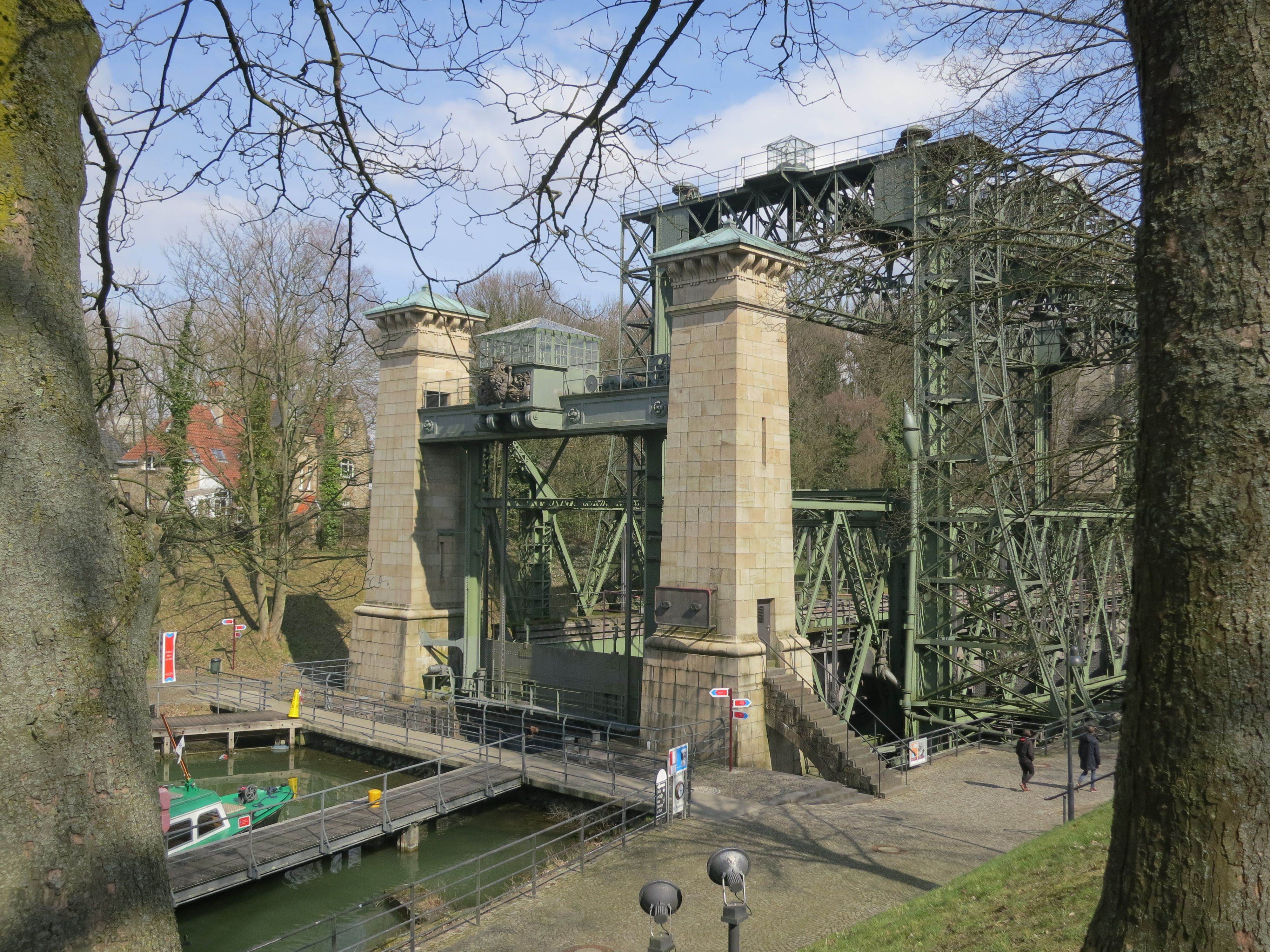
De oude scheepslift aan de lage kant.

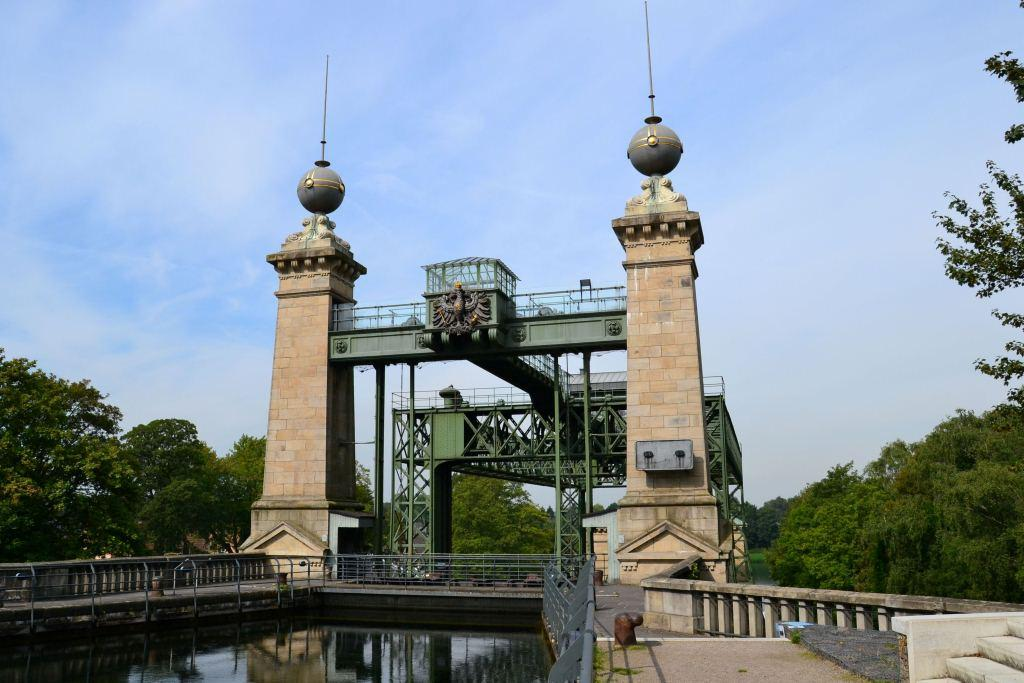
idem aan de hoge kant.

De scheepslift werd op 11 augustus 1899 officieel geopend door keizer Wilhelm II van Duitsland. Het Dortmund-Eemskanaal is een belangrijke transportader voor het vervoer van het Ruhrgebied naar de zeehavens in het noorden van Duitsland en omgekeerd. Voor het transport van en naar de Rijn werd het Rijn-Hernekanaal aangelegd. Bij Waltrop moest een hoogteverschil, of verval, van 14 meter worden overbrugd. Na de lift konden de schepen uit Dortmund of naar de Rijn varen of naar noorden. Schutsluizen waren te omslachtig en men koos voor een scheepslift die in een beweging het verval aan kon. De scheepslift werd daarmee gelijk het grootste en meest indrukwekkende kunstwerk van het Dortmund-Eemskanaal.
Om de scheepslift te bouwen maakte het Ministerie van Openbare Werken een eerste eigen ontwerp. De particuliere sector werd ook uitgenodigd om de plannen te beoordelen en te vervolmaken. In het voorjaar van 1894 gaf het ministerie het bedrijf Haniel & Lueg de opdracht de scheepslift te bouwen.

### Taak
De scheepslift kon in een beweging een Dortmunder, het standaardschip voor het Dortmund-Emskanaal, van onder naar boven brengen en omgekeerd. Schepen van maximaal 67 meter lang, 8,2 meter breed en met een diepgang van niet meer dan twee meter konden gebruik maken van de lift. Dit waren schepen met zo'n 750 ton lading. Een hele cyclus duurde 45 minuten, dit is vanaf het naar binnenvaren tot en met het naar buitenvaren op het andere niveau. Per dag konden zo'n 40 schepen gebruik maken van de installatie. Door het ruimtegebrek tussen de schepen en de bak mochten de schepen niet op eigen kracht in- en uitvaren, ze werden naar binnen naar buiten getrokken met lieren. Het verticaal verplaatsen duurde niet langer dan drie minuten. Alles bij elkaar was dit veel sneller dan bij het gebruik van schutsluizen.

### Techniek en werking
Het totaal gewicht van het beweegbare deel is 3100 ton. De bak zelf weegt zo'n 1400 ton en het water in de bak ongeveer 1650 ton. Het gewicht blijft gelijk met of zonder schip in de bak. Aan de voor- en achterzijde van de bak zitten twee deuren die los van elkaar kunnen bewegen. Een deur sluit het water af van het kanaal en de tweede het water in de bak. Bij een verticale verplaatsing blijft de deur op kanaalniveau achter om te voorkomen dat het water uit het kanaal stroomt.
Dit hele gewicht wordt gedragen door vijf grote tanks bevestigt onderaan de bak. Deze tanks zijn gevuld met lucht. Alle tanks drijven in grote waterbassins die 33,5 meter diep zijn. De tanks zijn met een vakwerkconstructie verbonden met de bak. De opwaartse kracht van de vijf luchttanks is gelijk aan het gewicht van de bak. Om het schip verticaal te verplaatsen is weinig kracht nodig. Langs de verticale staanders zijn er vier grote spindels , twee links en rechts van de bak, die ronddraaiden waarmee het bak met inhoud naar boven of naar beneden werd verplaatst. De spindels zijn elk 24,6 meter lang en 280 millimeter in diameter. Zij houden het geheel ook in evenwicht zodat de bak in alle richtingen horizontaal bleef liggen. De spindels worden door middel van assen en tandwielen met elkaar verbonden zodat ze ale vier even snel rond draaien.
De energie die nodig was, werd opgewekt in de naastgelegen machinekamer. Hier stonden drie stoomketels die stoom leverden voor de stoommachines die op hun beurt de dynamo’s aandreven voor de elektriciteit.
Aan de verbindingsbrug tussen de twee torens hangt het wapen van Pruisen met de Pruisische adelaar met de kroon, scepter en bol. Op de borst van de adelaar twee met elkaar verweven letters, de F van Fridericus en R van Rex voor Frederik I, de eerste koning van Pruisen. Aan de zuidkant is het wapen van de provincie Westfalen zichtbaar en aan de noordkant het wapen van de provincie Hannover. In deze twee provincies ligt het Dortmund-Eemskanaal.

### Museum
De scheepslift heeft 70 jaar gefunctioneerd en werd in 1969 gesloten. Onderhoud werd niet meer gepleegd en het geheel raakte in verval. Zo’n twintig jaar later nam het Landschaftverband de scheepslift op in zijn Westfälisches Industriemuseum en begon met de restauratie. In 1995 kreeg de lift de Europese museumprijs.
De scheepslift is het pronkstuk van het museum. Op de vloer van de bak ligt een aluminiumvloer ter grootte van een Dortmunder. De beperkte ruimte tussen schip en bak geeft weinig speling voor fouten bij het in- en uitvaren. Van de vijf bassins zijn er vier gevuld met water. Een staat droog en geeft goed zicht op een van de luchttanks. In de machinekamer zijn de stookketels verwijderd, maar er staat nog een stoommachine en elektrische apparatuur en een schakelpaneel. De twee torens aan de hoge kant zijn begaanbaar en leiden helemaal naar boven zodat de bezoeker een goed zicht heeft op de bak en vakwerkconstructie. Er liggen verder nog enkele historische schepen en er is een speelweide voor kinderen.

## Overige kunstwerken in sluizenpark

### Nieuwe scheepslift uit 1962

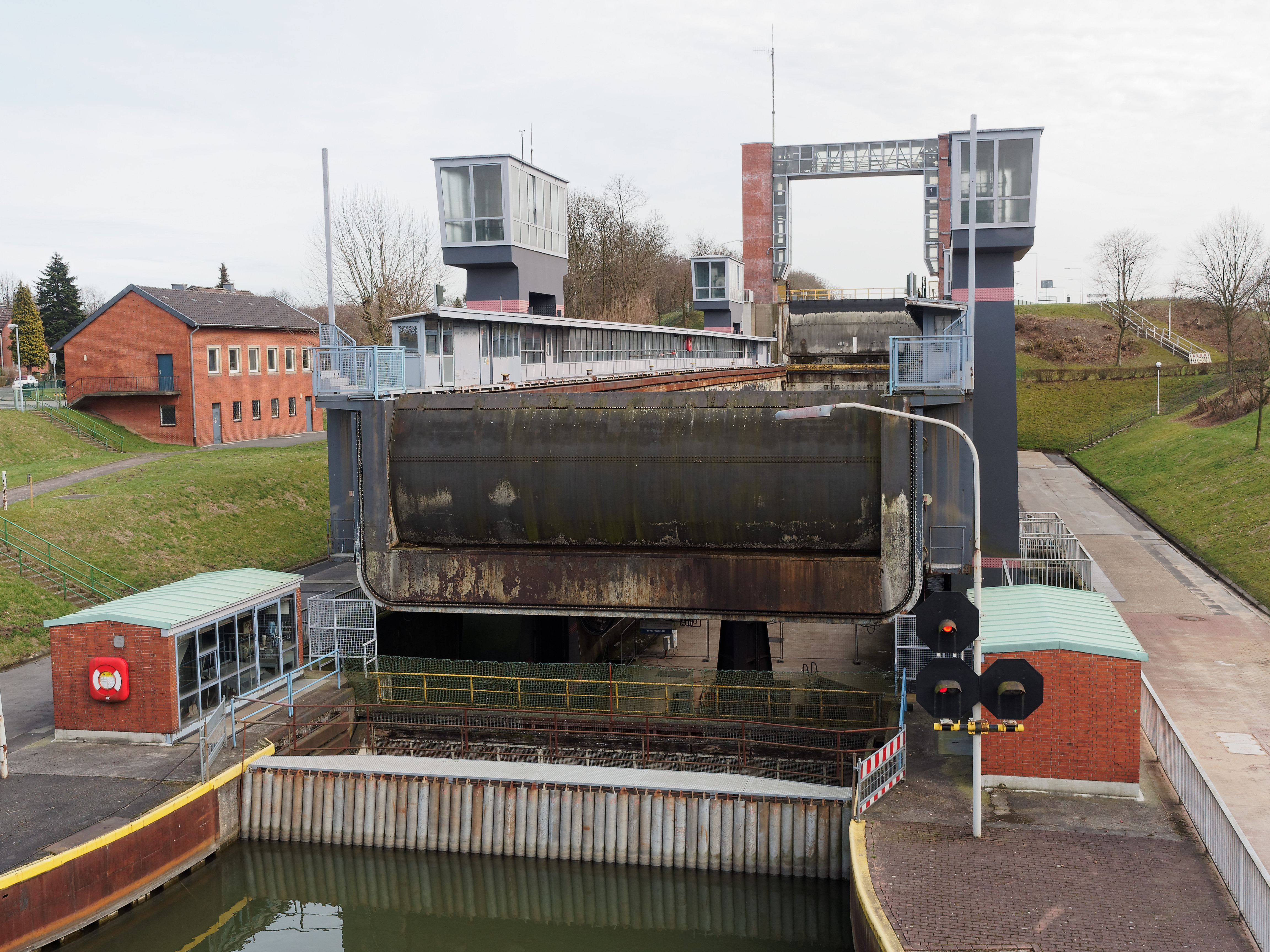
De nieuwe scheepslift.

In 1962 werd de nieuwe scheepslift geopend. Deze is 90 meter lang, 12 meter breed en kan schepen met een diepgang van drie meter aan. Het draagvermogen van deze grotere schepen is 1350 ton. De lift werkt volgens hetzelfde principe als de oude met als belangrijkste verschil dat er slechts twee tanks zijn in plaats van vijf bij de oude. De cyclus was met 34 minuten zo'n 11 minuten sneller dan de oude scheepslift. In december 2005 werd deze lift uit gebruik genomen.

### Sluizen
In 1914 kwam een grote schutsluis in gebruik. Deze heeft tot 1989 gefunctioneerd. De schutkolk was 93 meter lang, 10 meter breed en was zo’n 3,1 meter diep. Schepen met 1350 ton lading konden hiervan gebruik maken. Om water te sparen liggen aan beide zijden van deze sluis vijf spaarbekkens. Water uit de schutsluis werd hier verzameld bij een neerwaartse verplaatsing van een schip en weer terug in de sluis gevoerd als een schip naar boven moest. De sluis is deels bewaard gebleven, de spaarbekkens en het gebouw staan er nog, maar de sluisdeuren zijn verwijderd en het kanaal afgedamd. De schutkolk staat droog.
De binnenvaartschepen werden groter en voor deze is een nieuwe en grotere schutsluis gebouwd. De schutkolk is 190 meter lang en 12 meter breed en vier meter diep. Deze sluis ligt naast de nieuwe scheepslift en kwam in 1989 gereed. Hier liggen twee spaarbekkens aan beide zijden en een cyclus duurt 40 minuten, dat is 20 minuten sneller dan bij de oude schutsluis.